# 枚方警察署
枚方警察署（ひらかたけいさつしょ）は、大阪府警察管轄の警察署である。
2012年（平成24年）7月1日までは管内人口（枚方市・交野市）は約48万人で全国一であり、管内の全刑法犯罪認知件数は約9,000件（府内2位）、交通事故件数・110番受理件数は府内最高であり、約450人の署員があたっていた。翌7月2日に交野警察署が開署したことにより枚方市西部のみの管轄となり、管内人口も約3分の2となった。大阪府警察の管内人口は吹田警察署、高槻警察署に次いで第3位。

## 管轄区域
- 枚方市（交野警察署の管轄を除く全域、主に西部）

## 所在地
- 大阪府枚方市大垣内町二丁目16番8号
  - 最寄り駅：京阪本線 枚方市駅、京阪交野線 宮之阪駅

## 沿革
- 1913年（大正2年） - 国道1号線沿い（当時。現府道13号京都守口線桜町交差点付近）に移転[1]
- 1980年（昭和55年） - 大垣内町に移転[1]
- 2011年（平成23年）4月 - 交野警察署開設準備室を署内に設置
- 2012年（平成24年）7月2日 - 交野警察署開署に伴い、枚方市東部と交野市の管轄を交野警察署に移管する。

## 交番
- 池之宮交番 - 枚方市池之宮三丁目4番25号
- 川越交番 - 枚方市高田二丁目25番11号
- 北楠葉交番 - 枚方市北楠葉町15番15号
- 楠葉交番 - 枚方市楠葉花園町10番70号
- 香里ケ丘交番 - 枚方市香里ケ丘三丁目11番地の1
- 阪交番 - 枚方市牧野阪二丁目15番32号
- 蹉跎交番 - 枚方市北中振三丁目20番28号
- 招提交番 - 枚方市招提中町二丁目20番18号
- 中宮交番 - 枚方市中宮北町3番1号
- 渚交番 - 枚方市御殿山町6番4号
- 枚方公園前交番 - 枚方市枚方元町8番20号
- 枚方市駅前交番 - 枚方市岡東町7番5号
- 牧野交番 - 枚方市牧野北町7番65号
- 宮之阪交番 - 枚方市宮之阪二丁目4番15号
- 村野交番 - 枚方市村野本町1番33号
- 山田交番 - 枚方市田口一丁目48番4号

## 交野警察署
2012年（平成24年）7月2日に交野市倉治一丁目40番1号にて開署した。
これに伴い、枚方警察署は枚方市西部（国道1号 - 出屋敷南交差点 - 大阪府道18号枚方交野寝屋川線を経て枚方市と交野市の行政境界線より西側）、交野署は枚方市東部（国道1号 - 出屋敷南交差点 - 大阪府道18号枚方交野寝屋川線を経て枚方市と交野市の行政境界線より東側）と交野市を管轄するようになる。
2011年（平成23年）10月22日に警察署名を「交野警察署」とすることを決定した。